# Danilo Montero
Luis Danilo Montero Carvajal (San José, 1 de noviembre de 1962) es un compositor, pastor y cantante costarricense de música cristiana  Ha grabado 18 discos y ha sido condecorado en los Premios Grammy, Premios Arpa y Premios Billboard. Es considerado como uno de los principales exponentes de la música de alabanza y adoración en América Latina.

## Biografía
Danilo Montero se convirtió al Protestantismo a la edad de 9 años, cuando fue invitado a La Gran Campaña de Sanidad Divina, que luego cambió de nombre a Iglesia Oasis, en Costa Rica en 1973, donde luego dirigió los cantos. Montero también dirigió un ministerio de alabanza llamado Sígueme, en donde es el principal director de alabanza. Ha impartido conferencias sobre alabanzas durante más de ocho años. Ha escrito libros cristianos, tales como El abrazo del Padre y Generación de adoradores.
Se casó con Gloriana Díaz el 22 de abril de 2006 en un hotel en San José, Costa Rica.
Desde junio de 2012, Danilo asume el pastorado principal del ministerio hispano en Lakewood Church en Houston, Texas en los Estados Unidos.

## Discografía

### Sígueme
- Mi Adoración (1986)
- Tú eres Digno (1987)
- Cara A Cara (1991)
- Las Naciones Cantarán (1992)

### Solista
- Celebra al Señor (1995)
- Admirable (En vivo) (1997)
- Eres Todopoderoso (1999)
- Cantaré de Tu Amor (2001)
- Sígueme (2002)
- Lo mejor de Danilo Montero (2003)
- Fortaleza (2004)
- Fortaleza (En vivo) (2005)
- Eres Tú - Adoración Viva I (2005)
- Danilo En Vivo desde Perú (2006)
- Tu Amor - Adoración Viva II (2007)
- Devoción (2009)
- Adorando (Serie instrumental) (2011)
- Colección de Danilo Montero (2012)
- La Carta Perfecta (2013)
- Mi Viaje (2018)
- Mi Viaje (En vivo) (2019)
- Encuentros (2020)

### Otros
- No Más Barreras (En vivo) (1998) (Con Jaime Murrell)
- Él Volverá (En vivo) (1999) (Con Marcos Witt y Luis Enrique Espinosa)
- Homenaje A Jesús (En vivo) (1999) (Con Marcos Witt, Marco Barrientos y Jorge Lozano)
- Dios al mundo amó (2000) (Marcos Witt, Rojo, Luis Enrique Espinoza, Jaime Murrell, VCV y Gamaliel Morán)
- Todo lo has cambiado (2019) (Victoria Montero, Thalles Roberto y Su Presencia)

## Premios y nominaciones
| Año  | Premio                                | Categoría                            | Trabajo nominado                       | Resultado |
| ---- | ------------------------------------- | ------------------------------------ | -------------------------------------- | --------- |
| 2014 | Premios Grammy Latinos                | Mejor álbum cristiano en español     | La carta perfecta                      | Ganador   |
| 2010 | Premios Grammy Latinos                | Mejor álbum cristiano en español     | Devoción                               | Nominado  |
| 2003 | Premios Arpa                          | Mejor álbum vocal masculino          | Sígueme                                | Nominado  |
| 2004 | Premios Arpa                          | Canción del año                      | «Fortaleza» (junto a Fernando Solares) | Nominado  |
| 2004 | Premios Arpa                          | Compositor del año                   | «Fortaleza» (junto a Fernando Solares) | Nominado  |
| 2004 | Premios Arpa                          | Mejor álbum vocal masculino          | Sígueme                                | Ganador   |
| 2004 | Premios Arpa                          | Productor del año                    | Fortaleza (junto a Fernando Solares)   | Ganador   |
| 2004 | Premios Arpa                          | Álbum del año                        | Fortaleza (junto a Fernando Solares)   | Nominado  |
| 2005 | Premios Arpa                          | Mejor álbum en vivo                  | Eres tú                                | Nominado  |
| 2008 | Premios Arpa                          | Mejor álbum vocal masculino          | Tu amor                                | Nominado  |
| 2008 | Premios Arpa                          | Álbum del año                        | Tu amor                                | Nominado  |
| 2008 | Premios Arpa                          | Mejor álbum en vivo                  | Tu amor                                | Ganador   |
| 2011 | Premios Arpa                          | Canción del año                      | «Bendito Jesús»                        | Nominado  |
| 2011 | Premios Arpa                          | Mejor álbum vocal masculino          | Devoción                               | Nominado  |
| 2011 | Premios Arpa                          | Productor del año                    | Devoción (junto a Coalo Zamorano)      | Ganador   |
| 2011 | Premios Arpa                          | Álbum del año                        | Devoción                               | Ganador   |
| 2011 | Premios Arpa                          | Mejor álbum en vivo                  | Devoción                               | Nominado  |
| 2011 | Premios Arpa                          | Mejor canción en participación       | «Revelación» (junto a Kari Jobe)       | Nominado  |
| 2008 | Premios Billboard de la Música Latina | Mejor producción de música cristiana | Tu amor                                | Ganador   |
| 2008 | GMA Dove Awards                       | Álbum en español del año             | Tu amor                                | Nominado  |
| 2011 | GMA Dove Awards                       | Álbum en español del año             | Devoción                               | Nominado  |
| 2014 | GMA Dove Awards                       | Álbum en español del año             | La carta perfecta                      | Nominado  |